# クロイドンの猫殺し事件
クロイドンの猫殺し事件（クロイドンのねこごろしじけん、英語: Croydon Cat Killer）とは2014年からクロイドンで始まり、最終的にイングランド全体で400匹以上のネコやその他の動物のバラバラ死体が発見されたことに関する連続動物虐待事件である。
同一犯によるものと思われたネコの切断死体の報告はロンドンを越え、イングランド北部のマンチェスターにまで及んでいた。 しかし、2018年9月20日にロンドン警視庁は、一連のネコの切断は人為的なものではなく車に轢かれたり野生動物の捕食により引き起こされたものであると結論付けたため、クロイドンキャットキラーと呼ばれた犯人は架空の存在であったと判明した 。
いくつかの専門家はクロイドンのネコ殺し事件を典型的な集団パニックの一例として見ている。2018年12月、ロンドン警視庁はこの事件の捜査で13万ポンド(約2000万円)と2,250時間を浪費したことが情報公開請求により明らかになった。

## 捜査
2015年10月、サウス・ノーウッドで活動する小規模動物愛護団体 (SNARL) がロンドン警察と英国動物虐待防止協会にネコの切断事件について通報した。11月にロンドン警察はアンディ･コーリン部長刑事主導の下「タカヘ事件」の名で捜査を開始した。
2016年1月には3万人の地元住人が警察に死体のDNA検査を依頼する請願書に署名したと報告されている。
2016年2月までにストレータム、ミッチャム・コモン、サットン、チャールトン、ペッカム、フィンチリーでネコ10匹の死体が獣医を介して匿名で報告された。同月2月に警察は、ネコが意図的に人間に殺されたという証拠は見つかっていないと報告している。しかし調査に参加した獣医師は殺されたネコの胃の中に生の鶏肉を見つけたことから、ネコは何者かに肉を提供されてから殺されたのではないかとの見解を示した。
2016年3月にコーリン部長刑事は「犯人は動物を殺した後死体を切断したと思われ、公の秩序に関する違反や窃盗の容疑で告訴される可能性がある」と述べた。しかし、調査されたネコ6匹のうち5匹は窃盗や器物損壊での立件が困難であるとも述べていた。同月、DNA検査が行われたがヒトのDNAは検出されなかった。
2016年4月、英国動物虐待防止協会はネコの死因を「共通して車に轢かれた時のような」鈍的外傷と思われるという報告を行った。また、ネコは壁に叩きつけるなどして意図的に殺されたのではないかと主張した。2016年4月までに英国動物虐待防止協会はこの事件に関する報告50件をクリスタル・パレス、ミッチャム、ストリーサム、ペッカム、チャールトン、リッチモンド、オーピントン、ロンドン南部ファーンバラ、フィンチリー、トッテナム、ロンドン北部アーチウェイ、ステップニー西部、サリー州ギルフォードで記録した。また、同協会はキツネやウサギなどを含む複数の動物が同様の攻撃を受けたとの報告を行った。
2016年6月に英国動物虐待防止協会はロンドン郊外で100匹以上のネコが切断されて殺害されたと推測した。この時点で警察は、この事件の調査に1020時間を費やしたと述べている。
2016年7月までにマスコミと英国動物虐待防止協会はサリー州ホワイトリーフェで新たにネコの死体が発見された報告で、事件がM25モーターウェイ周辺で起きていることから犯人を「M25 Cat Killer」（M25号線のネコ殺し）と呼んでいた。 その後の報告で、メードストンとセブノークスで新たに動物の死体が発見されたことから、英国動物虐待防止協会は犯人を「M25 Animal Killer」（M25号線の動物殺し）や「UK Cat Killer」(イギリスのネコ殺し)と呼称した。
2017年9月、獣法医学研究を行っているArroGen Veterinary Forensicsは警察と英国動物虐待防止協会による犯人訴追を援助するためにいくつかの動物の再検査を行った。
2017年10月には動物の殺害報告が370件に上った。コーリン部長刑事は模倣犯がいる可能性を述べていた。
警察は同年8月から11月にかけて発生したノーサンプトン周辺における5匹のネコの殺害事件を一連の犯人によるものと関連付けた。その後、31歳の男性が逮捕されたもののクロイドンのネコ殺し事件との関連性は確認できなかった。
2018年8月、最初の報告から3年が経過しても事件性を示す科学的な証拠は見つからなかった。衣服や人間のDNA、凶器も見つからず、監視カメラにも犯人の姿は確認されなかった。

### 真相
2018年9月、ロンドン警視庁は監視カメラの映像にキツネがネコの死体やその一部を持ち運んでいる姿が映っていたことを報告した。あるケースでは、キャットフォードの学校敷地内にある校庭にキツネがネコの頭を持ち込んでいる姿が監視カメラに映っていた。王立獣医科大学が主導で行った検死では、ネコの死体からキツネのDNAが検出された。これによりロンドン警視庁は車に轢かれて死んだネコの死体をキツネが切り取って持ち運んだことが事件の真相であると結論付け、9月20日付けで捜査を終了した。

## 予想されていた犯人像
サリー州警察は殺害犯の犯人像を地元の動物愛護団体に公開していた。容疑者は40代の白人で、黒っぽい服装をしていて短い茶髪。ヘッドランプや懐中電灯を持ち歩いている可能性があるとされていた。また、容疑者はネコにひっかかれるのを防ぐため保護服や手袋を着用している可能性があるとも考えられていた。当時の検証では、容疑者はサウス・ノーウッドに住んでいる可能性が高いとされていた。
事件を担当していたコーリン部長刑事は2017年に「ネコは女性的な存在なので狙われているのかもしれない」と述べ、女性や女性関係に悩まされていることが犯人の動機ではないかと予想していた。また、「そのうちエスカレートして女性や子供を標的にするのではないか」とも付け加えていた。ノッティンガム大学の法医心理学のヴィンス・イーガン准教授は「動物への虐待は人間への加害の前兆とされている。これは飲酒やその他望ましくない反社会的行動のなかでより恒常的な傾向を反映している可能性がある。しかし、必ずしもそうとは限らないということを私たちは念頭に置いておかなけれはならない」との見解を述べている。

## 反応
2016年2月、動物の倫理的扱いを求める人々の会（PETA）は犯人の逮捕および逮捕に繋がる情報を提供した人物に5,000ポンドの報酬を支払うと発表した。
Martin Curunes, Dermot O'Leary、Caroline Flackといったクロイドンの著名人はソーシャルメディアを使用して犯人逮捕を呼びかけていた。ロンドン警視庁の警視総監であるバーナード・ホーガン・ハウ（英語: Bernard Hogan-Howe）は電子メール上で「愛玩動物を飼っている者のひとりとして、ネコが切断されたり内臓が飛び出たりしている報告を受けるのは悪夢そのものだった」と述べていた。
Viceはネコ殺しと愛護団体であるSNARLに関する30分のドキュメンタリー番組を製作した。
The Met: Policing London（英語: The Met: Policing London）はこの事件を題材にしたエピソードを製作した。

## 分析
2018年7月、ブリストル大学で環境学を勤め50年に渡りキツネの研究を行っていたスティーブン･ハリス教授は、New Scientistで事件性に異を唱える記事を書いていた。彼はネコが鈍的外傷を受けて血液が凝固した後に頭部や尾部が切断されている傾向に目をつけ、これが交通事故によって死亡したあとキツネによって切断されたパターンと一致していると主張した。1990年代にもグレーター・ロンドンで数十匹のネコが死体が発見され、同様のパニックが発生していた。この時は英国動物虐待防止協会がハリス教授に助言を求めていた。この事件は1998年に「オベリスク事件」としてロンドン警視庁が捜査を行っている。しかしハリスがネコを検死したことにより事件はひっそりと幕を閉じた。彼はこのときもネコは車に轢かれキツネが死体を切断したと結論付けていた。ハリス教授は「キツネがネコなどの動物の死体を切断することは何十年も前からわかっていたことだ」と語っている。
エクセター大学の犯罪歴史学講師であるリチャードウォードによると、クロイドンネコ殺し事件は集団パニックと多くの共通点があるという。社会不安や刺激的な見出しが危機感を増幅して魔女狩りの様相を呈し、警察など行政への圧力に繋がることがある。クロイドンのネコ殺し事件はこのような集団パニックの結果だという。